# Sint-Jozefkerk (Voorshoven)

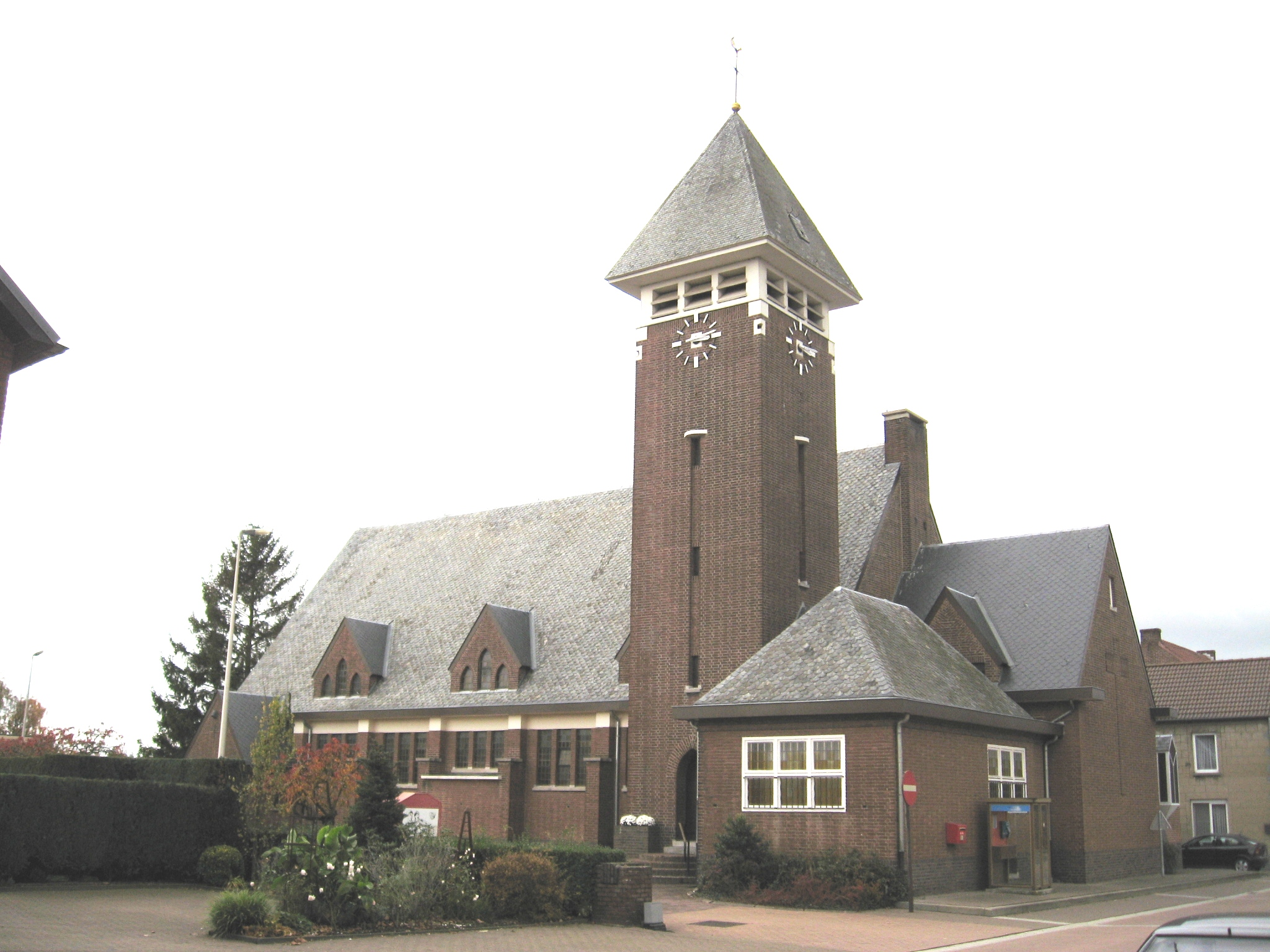
Sint-Jozefkerk

De Sint-Jozefkerk is een kerkgebouw in het Belgische Voorshoven, een gehucht in de Maaseikse deelgemeente Neeroeteren. De kerk is toegewijd aan de heilige Jozef.

## Bouwhistoriek
In 1911 werd een noodkapel betrokken en in 1938 kwam de bakstenen Sint-Jozefkerk  gereed, ontworpen door Karel Gessler. Kenmerkend voor deze kerk is de massieve vierkante toren, gedekt door een tentdak.
In 1952 werd Voorshoven verheven tot een zelfstandige parochie, waarvan ook Neerhoven deel uitmaakt.